# John Gingell
Sir John Gingell, GBE, KCB, KCVO (* 3. Februar 1925; † 10. Dezember 2009) war ein britischer Offizier der Royal Air Force, der als General (Air Chief Marshal) zwischen 1981 und 1984 stellvertretender Oberkommandierender der Alliierten NATO-Streitkräfte in Mitteleuropa (Deputy Commander-in-Chief, Allied Forces Central Europe) war. Darüber hinaus bekleidete er von 1985 bis 1992 das Ehrenamt als Gentleman Usher of the Black Rod.

## Leben

### Offiziersausbildung, Offizier und Stabsoffizier
John Gingell, Sohn von Ernest J. Gingell und dessen Ehefrau Hilda Atwood Gingell, trat nach dem Besuch des St Boniface’s Catholic College in Plymouth während des Zweiten Weltkrieges 1943 als Aircraftman in die Royal Air Force Volunteer Reserve (RAFVR) ein und absolvierte eine Pilotenausbildung in den USA. Am 1. April 1945 wurde er zum Leutnant (Pilot Officer) der RAFVR befördert, wechselte aber am 14. Juni 1945 als Leutnant zur See (Sub-Lieutenant) zur Royal Naval Volunteer Reserve (RNVR). Am 1. April 1951 wurde er während des Koreakrieges zunächst als Zeitsoldat (Short Service Commission) im Dienstgrad eines Oberleutnant (Flying Officer) in die RAF übernommen, wobei sein Dienstgrad auf den 2. Juni 1950 zurückdatiert wurde. Im Anschluss wurde er Pilot in der mit De Havilland DH.98 Mosquito-Mehrzweckflugzeugen sowie Avro Anson-Tiefdeckern ausgestatteten No. 58 Squadron RAF und erhielt dort am 2. Dezember 1952 seine Beförderung zum Hauptmann (Flight Lieutenant). In der Folgezeit wurde er 1954 Fluglehrer QFI (Qualified Flying Instructor) an der Zentralen Flugschule (Central Flying School) sowie später an der No. 231 Operational Conversion Unit (OCU), ehe er 1957 Pilot in der No. 542 Squadro RAF wurde.
Am 1. Januar 1958 wurde Gingell zum Major (Squadron Leader) befördert und besuchte zwischen 1959 und 1960 das Royal Air Force Staff College Bracknell. Nach dessen Beendigung war er zwischen dem 5. Januar 1960 und dem 20. Januar 1963 Planungsoffizier im Stab des Hauptquartiers der britischen Luftstreitkräfte im Mittleren Osten beziehungsweise im Nahen Osten (Middle East Air Forces / Near East Air Forces) und erhielt dort am 1. Juli 1962 seine Beförderung zum Oberstleutnant (Wing Commander). Zugleich wurde er 1962 Mitglied (Member) des Order of the British Empire (MBE). Er war danach zwischen dem 20. Juni 1963 und 1965 Kommandeur (Commanding Officer) der No. 27 Squadron RAF, die aus mit Avro Blue Steel-Luft-Boden-Raketen ausgerüsteten strategischen Bombern vom Typ Avro Vulcan bestand. Er besuchte daraufhin das Joint Services Staff College (JSSC) und wurde am 3. Januar 1966 kurzzeitig Referent im Referat für Planung und Programme des Luftwaffenstabes (Directorate of Air Staff Plans & Programmes) sowie kurz darauf am 7. Februar 1966 Stabsoffizier beim Chef des Verteidigungsstabes (Chief of the Defence Staff), Field Marshal Sir Richard Hull. Nach seiner Beförderung zum Oberst (Group Captain) war er zwischen dem 1. Juli 1966 und dem 21. Mai 1968 stellvertretender Leiter des Referats Operationen im Verteidigungsstab. Er wurde am 21. Mai 1968 Militärischer Assistent des Vorsitzenden des NATO-Militärausschusses, Sir Nigel Henderson, und war daneben vom 24. November 1968 bis zum 1. Januar 1971 Adjutant (Air Aide-de-camp) von Königin Elisabeth II.

### Aufstieg zumAir Chief Marshal
Am 8. Dezember 1970 wurde John Gingell Verwaltungsstabsoffizier AOA (Air Officer Administration) im Hauptquartier der britischen Luftstreitkräfte in der Bundesrepublik Deutschland (RAF Germany) und verblieb bis Dezember 1972 auf diesem Posten. In dieser Verwendung wurde er am 1. Januar 1971 zum Brigadegeneral (Air Commodore) befördert sowie am 1. Januar 1973 auch Commander des Order of the British Empire (CBE). Nachdem er das Royal College of Defence Studies (RCDS) absolviert hatte, war er zwischen dem 3. März 1973 und Mai 1975 Kommandeur AOC (Air Officer Commanding) der No. 23 Group RAF und wurde am 1. Juli 1974 zum Generalmajor (Air Vice-Marshal) befördert. Als solcher war er zwischen dem 6. Juni 1975 und Januar 1978 auch Assistierender Chef des Verteidigungsstabes für Grundsatzpolitik (Assistant Chief of the Defence Staff (Policy)).
Gingell übernahm am 25. Februar 1978 von Air Marshal Sir John Aiken den Posten als Air Member for Personnel und war damit bis zu seiner Ablösung durch Air Marshal Sir Charles Ness im Mai 1980 im Luftwaffenstab für Personalangelegenheiten zuständig. Kraft Amt war er als solcher auch Mitglied im Luftwaffenausschuss (Air Force Board) des Verteidigungsministeriums. In dieser Zeit wurde er am 3. Juni 1978 zum Knight Commander des Order of the Bath (KCB) geschlagen und führte seitdem den Namenszusatz „Sir“. Darüber hinaus erfolge am 1. Juli 1978 seine Beförderung zum Generalleutnant (Air Marshal). Am 3. Mai 1980 löste er wiederum Air Marshal	Sir Keith Williamson als Oberkommandierender des Luftunterstützungskommandos (Air Officer Commanding-in-Chief, RAF Support Command) und übte diese Funktion bis zu seiner Ablösung durch Air Marshal Sir Michael Beavis im April 1981 aus.
Zuletzt wurde Sir John Gingell am 9. August 1981 Nachfolger von Air Chief Marshal Peter Terry als stellvertretender Oberkommandierender der Alliierten NATO-Streitkräfte in Mitteleuropa (Deputy Commander-in-Chief, Allied Forces Central Europe). Diesen Posten bekleidete er bis zu seinem Ausscheiden aus dem aktiven militärischen Dienst im März 1984, woraufhin abermals Air Chief Marshal Sir Michael Beavis seine Nachfolge antrat. Er wurde am 1. Januar 1982 ebenfalls zum General (Air Chief Marshal) befördert und am 31. Dezember 1983 zum Knight Grand Cross des Order of British Empire (GBE) erhoben. Am 22. Juni 1984 trat er schließlich in den Ruhestand.
Nach seinem Eintritt in den Ruhestand bekleidete Gingell als Nachfolger von Generalleutnant Sir David House von 1985 bis zu seiner Ablösung durch Admiral Sir William Richard Scott Thomas das Ehrenamt als Gentleman Usher of the Black Rod. Er war des Weiteren zwischen 1985 und 1991 Mitglied der Commonwealth War Graves Commission, eine Einrichtung, die in Zusammenarbeit mit der Regierung des Vereinigten Königreichs für die Errichtung, Bebauung und Betreuung der britischen Soldatenfriedhöfe in den Ländern des Commonwealth of Nations verantwortlich ist. 1990 wurde er Ehrenmitglied (Honorary Bencher) der Anwaltskammer (Inns of Court) von Inner Temple. Des Weiteren wurde er für seine Verdienste am 31. Dezember 1991 zum Knight Commander des Royal Victorian Order (KCVO) geschlagen. Aus seiner 1949 geschlossenen Ehe mit Prudence Johnson, Tochter von Brigadegeneral R. F. Johnson, gingen zwei Söhne und eine Tochter hervor.